# 喜田夏記
喜田 夏記 （きだなつき）
は 日本の映像作家、アートディレクター、アニメーションディレクター 。

## 来歴
東京藝術大学美術学部 デザイン科 大学院 修了。
在学中にNYU(ニューヨーク大学)映画学科に留学、映像制作を学ぶ。
大学在学中からTV-CM、MVなどでアニメーションを制作し始め、以降フリーランス 映像ディレクターとして活動を開始。
CM、MVを始めとする映像ディレクションの他、アートディレクション、アニメーション、グラフィックデザイン、ライブステージ演出、舞台美術デザイン、店舗・空間デザイン、web、パッケージデザイン等、幅広いジャンルでのクリエイションを手掛ける。
P.I.C.S. Management に所属のアーティスト。
2017年にクリエイティブスタジオ Legolas inc.を設立。
画家としても活動している実兄の喜田直哉と共に数々の作品を制作をしている。
現在、原宿オフィスと郊外に構えた自社スタジオの２カ所体勢で企画、演出、美術制作、撮影、編集まで一貫した制作を手掛けている。
2012年より、NHK Eテレ プチプチアニメにてコマ撮りアニメーション 「リヴ&ベル」 を連載中。本シリーズは　アヌシー国際アニメーション映画祭(フランス)　TV-Films部門　最優秀作品賞ノミネート、韓国国際アニメーション映画祭（韓国）テレビシリーズ部門グランプリ受賞、バーバンク国際映画祭（アメリカ）セミファイナリスト、アラメダ国際映画祭（アメリカ）ファイナリスト、ベネチア国際短編映画祭（イタリア）セミファイナリスト、SHORT to the Point（ルーマニア）最優秀作品賞ほか、海外での受賞、選出多数。
2019年に同番組でタレントのつるの剛士とのコラボレーション作品 「ねこのまねこ」 も手掛ける。
安室奈美恵「LIVE STYLE 2014」でライブ映像の総合演出を手掛け、その後も同アーティストのライブ映像を４年間担当。L'Arc〜en〜Ciel 2018L'ArChristmas では舞台の美術デザイン・演出・映像監督と総合的な演出を手掛ける。
文化庁メディア芸術祭審査員推薦作品受賞、V&A（ヴィクトリア＆アルバート美術館 ロンドン）企画展出展など、海外での発表も多数。
Motion Plus Desgin 2023に日本代表アーティストとして登壇。映像作家100人 Japanese Motion Graphic Crestorsに2006~2024まで毎年選出。
株式会社 Legolas inc. 代表取締役。
東京工芸大学 芸術学部 デザイン学科 教授。東京藝術大学、九州大学大学院芸術工学府、金沢美術工芸大学、女子美術大学等で非常勤講師も勤める。

## 作品

### CM
- 資生堂 マジョリカマジョルカ
- 資生堂 ベネフィーク
- 資生堂 TISS
- ANNA SUIコスメ ANNA SUI BLACK
- KOSE  JILL STUARTコスメ
- KOSE コスメデコルテ・ラクチュール
- キリンビール　ギュギュッと絞ったプレミアムカクテル
- キリンビバレッジ 聞茶
- SONY  α NEX-F3
- 東京ディズニーランド「イースターワンダーランド」
- コロプラ　ディズニーツムツム
- AOKI フレッシャーズ・レディーススーツ
- ジャパンゲートウェイ　Dear Jungle
- サンスター 　VO5
- サンスター 　Ora2
- P&G　ファブリーズ
- ロッテ　クリミオ
- LION  BAN
- イトーヨーカドー　恋水着
- タケダ　アリナミンR-off
- hp　ヒューレットパッカード　パーフェクトモバイル・パーフェクトタッチ
- hp　春コレ
- hp　冬コレ
- DHC　オイルクレンジング　ディズニーボトル
- サンリオ
- CASIO W43CA
- CHOYA 酔わないウメッシュ
- エスエス製薬　スルーラックデルジェンヌ
- ピップ　マグネループ
- ピップ　スリムウォーク
- Dr.ショール　メディキュット
- ARSOA クイーンシルバー
- グンゼ CFA100
- ソニーエリクソン
- MISCH MASCH 20周年キャンペーン

### ライブ映像・舞台演出・空間デザイン
- L'Arc〜en〜Ciel LIVE 2018 L'ArChristmas 舞台美術デザイン・舞台演出・映像総合監督
- VAMPS『HALLOWEEN PARTY 2015』舞台美術デザイン・舞台演出
- VAMPS『HALLOWEEN PARTY 2016』舞台美術デザイン・舞台演出
- 安室奈美恵 LIVE STYLE 2014   ライブ映像・総合監督
- 安室奈美恵 LIVE GENIC 2015   ライブ映像
- 安室奈美恵 LIVE STYLE 2016-2017  ライブ映像
- 関ジャニ'sエイターテインメント ジャム2017   ライブ映像
- VAMPS MTV Unplugged 2016 舞台美術デザイン・舞台演出
- アニヴェルセル表参道（東京）ウィンドーディスプレイデザイン 2016~2017
- ALBION GARDEN （ロサンゼルス）店舗デザイン

### ミュージックビデオ
- 中島美嘉「Dear」
- 中島美嘉 「永遠の詩」（映画『サウスバウンド』主題歌）
- Hey! Say! JUMP「キミアトラクション」
- GLAY 「夏音」
- GLAY 「Time for Christmas」
- GLAY 「Rainbird」
- 倖田來未 「Wonderland」
- VAMPS「REVOLUTION」
- MUCC 「故に、摩天楼」
- CHARA「蝶々結び」
- 勝手にしやがれ「Taxi Song」starring オダギリジョー
- 勝手にしやがれ feat.オダギリジョー「チェリー・ザ・ダストマン」
- 勝手にしやがれ feat.中島美嘉「YOU'D BE SO NICE TO COME HOME TO」
- 勝手にしやがれ feat.EGO-WRAPPIN'`「ヴェルモット・フラワーズ」
- 倉木麻衣「Summer Time Gone」
- 宇多田ヒカル「Traveling」（アニメーション）
- Aimer「やさしい舞踏会」（NHK『みんなのうた』2025年2月～3月放送楽曲[1]）

### CD・DVDジャケット
- 安室奈美恵 LIVE STYLE 2014
- L'Arc〜en〜Ciel LIVE 2018 L'ArChristmas
- 中島美嘉「Dear」
- 中島美嘉 「永遠の詩」
- GLAY 「夏音」
- MUCC 「故に、摩天楼」
- video GLAY6/DVD特典映像  TERU(GLAY)X 喜田夏記
- VAMPS MTV Unplugged 2016

### 番組
- プチプチ・アニメ『Liv&Bell』2012年〜放送中（NHK・Eテレ）
- プチプチ・アニメ『ねこのまねこ』（NHK・Eテレ）
- NHK みんなのうた『やさしい舞踏会』2025年2月～3月放送楽曲[1]（NHK）
- エキサイトマッチ〜世界プロボクシング 番組オープニングタイトル (WOWOW )
- 魔法のルミティア オープニングタイトル(バンダイチャンネル )

### 映画
- 『ある船頭の話』オダギリジョー監督　CGデザイン
- 『さくらな人たち』オダギリジョー監督　オープニング／アニメーション

## テレビ出演
- L'Arc〜en〜Ciel LIVE 2018 L'ArChristmas　メイキングドキュメンタリー・ディレクターズインタビュー（WOWOW）
- 「Asian Ace」女性ディレクターによる日韓CM対決（TBS）
- 「真夜中の王国」（NHK-BS）
- 「ベビスマ」（フジテレビ）
- 「AMUSEMENT JAM」勝手にしやがれX 喜田夏記 (MUSIC ON! TV)

## 講義・ワークショップ
- 東京藝術大学デザイン科　特別講義『CM制作/ディレクション』非常勤講師
- 九州大学大学院芸術工学府　特別講義『映像ディレクションの第一線』非常勤講師
- 金沢美術工芸大学　非常勤講師
- 女子美術大学 芸術学部 アート＆デザイン表現学科　非常勤講師
- 名古屋芸術大学　特別講義『商業映像と美術表現』非常勤講師
- UPLINK factory　デジタルムービー・ワークショップ

## 受賞歴・展示
- 2004 resfest Resmix Electronica 作品招待
- 2004 Onedotzero 08 作品招待
- 2004 エディンバラ国際映画祭  (スコットランド)作品招待
- 2005 Vila do Conde（ポルトガル映画祭）（ポルトガル）作品招待
- 2006 資生堂MAJOLICA MAJORCA Web Movie chapter10 　第10回文化庁メディア芸術祭 エンターテイメント部門 審査員推薦作品受賞

- 2006 エディンバラ国際映画祭 (スコットランド)作品招待
- 2006 Anifest（チェコアニメーションフェスティバル）（チェコ）作品出展
- 2006 SICAF（韓国国際アニメーションフェスティバル）（韓国）作品招待
- 2006 Resfest Resmix Electronica 作品招待
- 2007 SPACE SHOWER TV Music Video Awards 07 BEST COLLABORATION VIDEO部門 nominated
- 2007 ヴィクトリア&アルバート博物館　(ロンドン)（イギリス）　企画展作品出展
- 2008 SPACE SHOWER TV Music Video Awards 08 BEST  ART DIRECTION VIDEO部門 nominated
- 2009 『記録』on the road collaboration with 8 creators  森山大道コラボレーション作品展出展
- 2010  gg Lock film & Art Exhibition （スウェーデン映画祭）（スウェーデン）作品出展
- 2020  Curtas Vila do Conde - International Film Festival （ポルトガル国際映画祭）（ポルトガル）Curtinhas Competition (Children Films)　オフィシャルセレクション選出（Liv&Bell６ / The World Boutique and A Flying Ribbon　"大きな洋服屋さんとふしぎなリボン”）
- 2021 SICAF（韓国国際アニメーション映画祭）（韓国）'Best Picture' award in SICAF Animated Film Festival's Official Competition - Production Character Animation for TV.　テレビシリーズ部門　グランプリ受賞（Liv&Bell 8 / Bell's long thin friend　"ベルくんのほそくてながいお友達”）
- 2021 SHORT to the Point 2021（ルーマニア）Children short チルドレン・ショート部門　最優秀作品賞受賞（Liv&Bell 8 / Bell's long thin friend　"ベルくんのほそくてながいお友達”）
- 2022　LA Shorts International Film Festival（ロサンゼルス国際短編映画祭）（アメリカ）Shorts category　オフィシャルセレクション選出　（Liv&Bell 8 / Bell's long thin friend　"ベルくんのほそくてながいお友達”）
- 2022　Fantasia Film Festival2022 （ファンタジア国際映画祭）（カナダ）ASIA Short Film オフィシャルセレクション選出（Liv&Bell 8 / Bell's long thin friend　"ベルくんのほそくてながいお友達”）
- 2022 Burbank International Film Festival （バーバンク国際映画祭）（アメリカ）短編アニメーション部門　セミファイナリスト
- 2022 Alameda International Film Festival（アラメダ国際映画祭）（アメリカ）短編アニメーション部門　ファイナリスト
- 2023 Annecy International Animation Film Festival （アヌシー国際アニメーション映画祭）(フランス)　TV-Films部門　最優秀作品賞ノミネート（Liv&Bell 9 / Hearty Soup of Fruitful Forest）
- 2023 VENEZIA SHORTS ITALY（ベネチア国際短編映画祭）（イタリア）ANIMATION SHORTS COMPETITION セミファイナリスト（Liv&Bell 9 / Hearty Soup of Fruitful Forest）
- 2023 Burbank International Film Festival （バーバンク国際映画祭）（アメリカ）短編アニメーション部門　最優秀作品賞ノミネート（Liv&Bell 9 / Hearty Soup of Fruitful Forest）
- 2023 MONSTRA Lisbon Animation Festival（モンストラ・リスボン・アニメーション映画祭）（ポルトガル）MONSTRINHA Competition- Short Films for Children and Youth　最優秀作品賞ノミネート（Liv&Bell 9 / Hearty Soup of Fruitful Forest）
- 2023 プロジェクションマッピングアワード審査員

## 雑誌・インタビュー掲載
- GLAY  CREATIVE COLLECTION 1994~2024　書籍　インタビュー・記事掲載
- CGWORLD　2011/3月号『VFX Anatomy』hp冬コレfeat.AKB48/making＆interview
- shots ミュージックビデオBESTセレクション/VAMPS「REVOLUTION」MV
- public-image（→http://www.epson.jp/epsite/）/artist interview
- 81 vol.24/Remarkable Creators
- MdN　９月号『Portfolio-注目クリエイターの仕事と作品-』works&artist interview
- BNN / 日本のデザイナー／アーティストによる　HANDMADE GRAPHICS
- Cut (雑誌)『Music VIdeo Pick Up』
- コマーシャルフォト/特集 世界が注目するジャパニーズアニメーションの新潮流
- コマーシャルフォト/『絵画を映像へ』個性派アーティスト 喜田夏記
- SWITCH
- GLAY HappySwing　喜田夏記 x GLAY/TERU対談「Rainbird」making＆interview
- GLAY DVD『VIDEO GLAY6』特典映像/喜田夏記 x GLAY/TERU 対談、‘PRODUCT TALK‘収録
- CGWORLD『音魂』
- CGWORLD『プロに聞く!誰も教えてくれない演出ノウハウ』
- 宣伝会議『TV-CM Starting Point~絵コンテから見るCMの出発点』
- 映像作家100人　2006~2019
- MARQUEE vol.41/vol.49 Dearest girl